# Aloeides rougemonti
Aloeides rougemonti är en fjärilsart som beskrevs av Charles Oberthür 1909. Aloeides rougemonti ingår i släktet Aloeides och familjen juvelvingar. Inga underarter finns listade i Catalogue of Life.